# Dzień próby
Dzień próby (ang. Training Day) – amerykański film sensacyjny z 2001 roku w reż. Antoine’a Fuqui.

## Fabuła
Jake Hoyt to młody policjant, który marzy o karierze detektywa do spraw narkotyków w Los Angeles. Jego idealizm szybko zostaje skonfrontowany z rzeczywistością. Wkrótce okazuje się, iż jego przełożony, posiadający 13-letnie doświadczenie sierżant Alonzo Harris, stosuje dość radykalne metody dochodzeniowe, wykraczające daleko poza granice prawa. Jest to jednak jedyny sposób, by na ulicach zapanował porządek.

## Obsada
- Denzel Washington jako Alonzo Harris
- Ethan Hawke jako Jake Hoyt
- Eva Mendes jako Sara Harris
- Tom Berenger jako Stan
- Scott Glenn jako Roger
- Cliff Curtis jako Smiley
- Snoop Dogg jako Sammy
- Macy Gray jako żona „Proszka"
- Charlotte Ayanna jako Lisa Hoyt
- Harris Yulin jako Doug Roddelli
- Raymond J. Barry jako Lou Jacobs
- Dr. Dre jako Paul

## Box office
| Świat | US$ 104,876,233 |

## Nagrody i nominacje (wybrane)
Oscary za rok 2001
- Najlepszy aktor – Denzel Washington
- Najlepszy aktor drugoplanowy – Ethan Hawke (nominacja)

Złote Globy 2001
- Najlepszy aktor dramatyczny – Denzel Washington (nominacja)

MTV Movie Awards 2002
- Najlepsza rola „cameo” – Snoop Dogg
- Najlepszy czarny charakter – Denzel Washington
- Najlepszy tekst – Denzel Washington: „King Kong ain't got shit on me.” (nominacja)

Nagroda Satelita 2002
- Najlepszy aktor dramatyczny – Denzel Washington (nominacja)